# Пандар
Пандар (др.-греч. Πάνδαρος) — в древнегреческой мифологии сын Ликаона, был знаменит как великий стрелок из лука.
Союзник Трои, родом из Зелии в Троаде (во II песне Илиады), либо ликиец (согласно V песне). В IV песне Илиады подробно описано, как Пандар изготовил свой лук. Согласно же II песне, он получил лук в подарок от Аполлона. Согласно схолиастам и Евстафию, из Троянской Ликии. Его святилище в городе Пинаре в Ликии.
Во время Троянской войны ранил стрелой Менелая, тем самым нарушив перемирие с греками. Убит Диомедом.
В «Энеиде» выведен его брат, лучник Эвритион.
Персонаж пьесы Шекспира «Троил и Крессида».